# 東京都美術館
東京都美術館（日语：／ Tōkyōto Bijutsukan）是位於日本東京都上野恩賜公園內的一座美術館，簡稱都美，舊名東京府美術館。東京都美術館是一座以「為都民振興美術」為目的，由東京都政府設立的公立美術館，並按指定管理者制度交由东京都历史文化财团管理。東京都美術館所在的上野地區是東京的一大美術館、博物館等文化設施集中區，東京都美術館亦在這一文化地區有重要地位。東京都美術館以成為「美術的入口」作為博物館使命。

## 歷史

### 設立之前的歷史

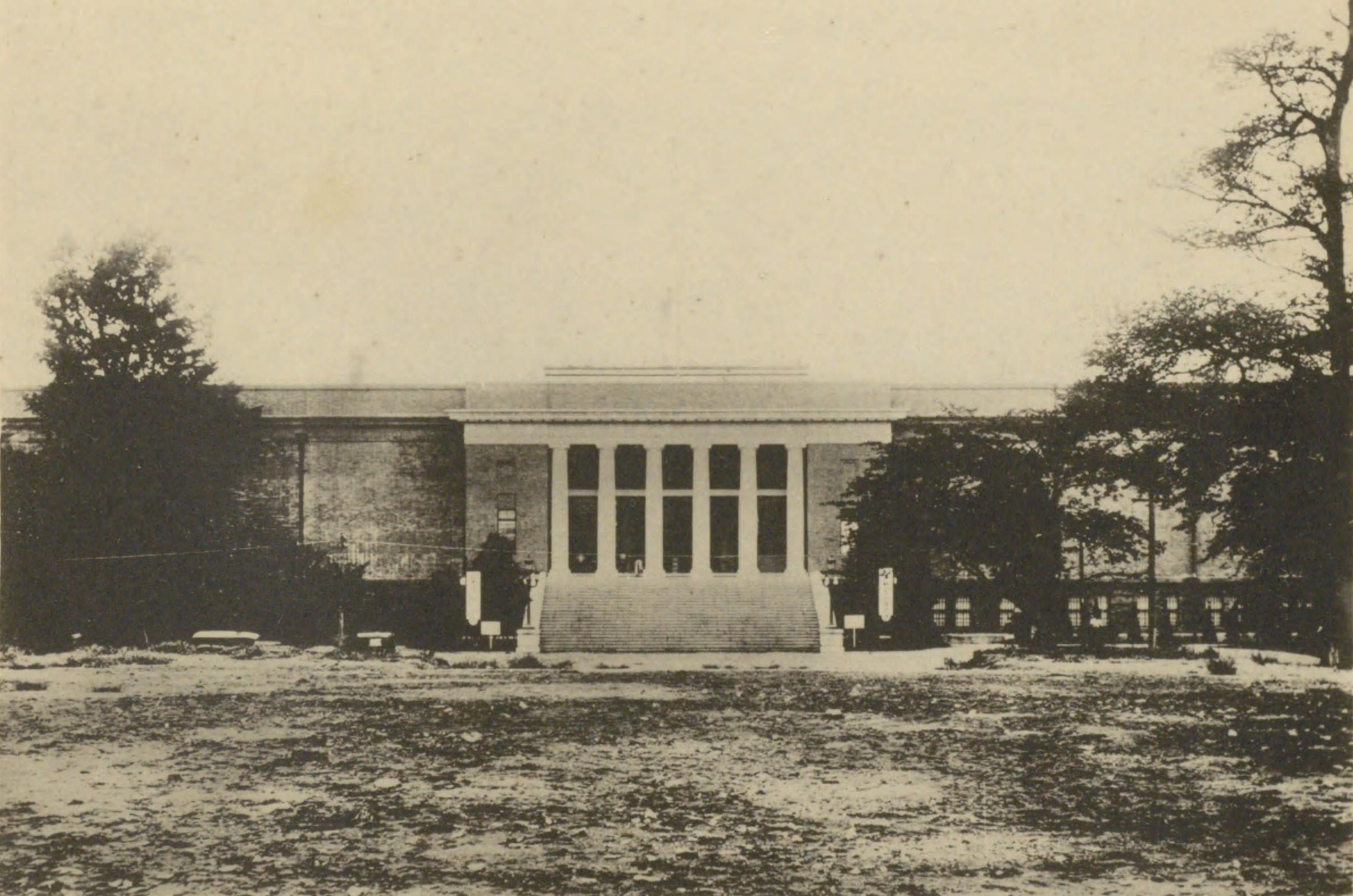
東京府美術館竣工時的舊館（已在新館竣工後拆除）

自明治後期至大正時期，日本美術界始終有設立展示明治之後的日本畫及西洋畫等同時代美術品的近代美術館的呼聲。文部省美術展覽會等美術團體曾使用東京勸業博覽會設施竹之台陳列館作為展覽場地，但不能完全滿足需求。文部省亦曾有建設美術館的構想，但因預算不足而放棄。1920年代，若松市（現北九州市）煤炭商人佐藤慶太郎向東京府捐款100萬日元（相當於現在的32億日元），並提出將這筆款項作為美術館的設立資金使用，促成東京府建設美術館。最初的美術館建築由岡田信一郎設計。1926年，日本第一家公立美術館「東京府美術館」開館。

### 設立初期的美術館定位
各界對於東京府美術館的構想並不一致。畫家石井柏亭希望東京府美術館能成為類似巴黎大皇宮的大型展示場地。捐贈建設費用的佐藤慶太郎則希望東京府美術館能成為保護古美術品且系統收集作品，將這些作品進行常設展覽的歐美系美術館。而東京府則將美術館定位以展示作品為本位的畫廊，並成為包括政府官展和民間美術展在內的藝術家發表的舞台。雖然東京府美術館最初畫廊色彩較強，但很快就開始實施自主企劃展，收藏作品也逐年增加，逐漸向博物館方向轉換。
東京府美術館舉辦的第一個展覽會是「聖德太子奉賛美術展覽會」，展出作品超過1000件。1932年，東京府美術館舉辦了「巴黎—東京進行美術展」，展示了畢卡索作品等116件前衛繪畫。第二次世界大戰結束後，東京都美術館在1946年舉辦了日本美術展覽會，在戰後翌年就重開了美術展覽。

### 新館建設
東京都美術館最初的建築物因時間經過而老化，加上美術館的年參觀人數在1960年代後期超過100萬人，舊有建築已無法滿足需求。1968年，東京都設立了新館建設準備委員會，提出了新館建築三個機能目標：
1. 美術館憑自有主體性舉辦特展，收集現代美術的優秀作品，並充實常設展示的「常設・企劃機能」
2. 具備能滿足公募團體要求的規模和設施，提供能讓作家發揮技量場地的「新作發表機能」
3. 促進都民文化活動，提供美術研究、創作活動、美術普及場地的「文化活動機能」

新館的設計者是建築家前川國男。他也參與了上野公園內國立西洋美術館的設計工作（主要設計者是勒·柯布西耶），並且是東京文化會館的設計者。由於美術館所在的上野公園屬於風致地區，建築高度不得超過15公尺，新館因此總面積的近60%位於地下。新館分為企劃・常設展示區、公募展示區、文化活動區三棟獨立建築，三者皆圍繞中央廣場而建。1971年，東京都決定在和舊館相鄰的棒球場修建新館。1975年，新館正式竣工。1976年，東京都美術館設立了日本首個公開制美術圖書室。
1995年，位於江東區的東京都現代美術館開館，東京都美術館中的現代美術藏品搬遷至東京都現代美術館。東京都美術館因此再度轉型，成為主要為公募展提供展示場地，以及和大眾媒體共同舉辦企劃展的美術館。2002年後，東京都美術館改由東京都歷史文化基金會運營。但隨著公募展數量的增加，東京都美術館再次面臨展覽空間不足的問題。2007年，國立新美術館開業，成為日本新的主要公募展場地。

### 新館的大規模改建及再開業
2010年4月5日開始，東京都美術館暫時休館，以進行大規模改建。這次改建重建了企劃棟的地上部分，並增建了中央棟的層數。在經過兩年施工後，東京都美術館的公募展示室、餐廳、商店、美術資訊室、Art Lounge等部分在2012年4月1日重新開業。同年6月30日，企劃展示室亦重新開業。至此東京都美術館全館完成翻新。為紀念重新開業，東京都美術館在同年6月30日舉辦「毛里茨之家博物館展　荷蘭·佛蘭德繪畫的至寶」特展。同時東京都美術館啟用了由吉岡德仁設計的新標誌。

## 展覽
和大眾媒體共同舉辦的特展是東京都美術館現在主要的展覽類型。例如在2018年至2019年，東京都美術館和朝日新聞社共同舉辦孟克展，他的名畫《吶喊》首次在日本展出。這次展覽吸引近67萬人參觀，日均參觀人數近9,000人。
在國立新美術館開館之前，東京都美術館是日本美術界主要團體展舉辦場地之一，日本美術展覽會及二科展均曾在東京都美術館舉辦。現在東京都美術館仍然是美術大學及藝術系高中畢業製作展的主要場地之一。東京藝術大學自其前身東京美術學校時期開始就將東京都美術館作為畢業展主會場。

## 註释
1. ↑  東京府在1943年改制為東京都，東京府美術館亦隨之更名。

## 外部連結
- 官方网站
- 東京都美術館的X（前Twitter）
- 東京都歷史文化財團 （页面存档备份，存于）